# Susan Gottesman
Susan Gottesman (Nueva York, 30 de enero de 1945) es una microbióloga estadounidense.

## Biografía
Es pionera en el área de regulación biológica en la que las enzimas que destruyen otras proteínas específicas, llamadas proteasas, juegan un papel central dentro de la célula. Con su trabajo pionero, ha descubierto y aclarado las características centrales de una nueva familia de proteasas que precisan energía para su función en forma de hidrólisis ATP. Se graduó en ciencias bioquímicas en 1967 en el Radcliffe College, y se doctoró en microbiología en la Universidad de Harvard en 1972. Hizo la formación postdoctoral entre 1971 y 1974 en el Laboratorio de Biología Molecular del Instituto Nacional del Cáncer (NCI). De 1974 a 1976, fue investigadora asociada en el Instituto de Tecnología de Massachusetts, antes de volver como investigadora principal al Laboratorio del NCI de Biología Molecular. Hoy en día es codirectora de este laboratorio y jefe de la Sección de Genética Bioquímica.

## Premios y reconocimientos
- Elegida por la Academia Nacional de Ciencias, 1998.[3]
- Elegida por la Academia Americana de Artes y Ciencias, 1999.[4]
- Elegida por la Academia Americana de Microbiología (AAM), 2009.[5]
- Premio por su trayectoria de la Sociedad Mexicana de Microbiología, 2011.[6]
- Premio Selman A. Waksman por su importante avance en el campo de microbiología, 2015.[7]

## Obras seleccionadas
- Battesti, A; Hoskins, JR; Tong, S; Milanesio, P; Mann, JM; Kravats, A; Tsegaye, YM; Bougdour, A; Wickner, S; Gottesman, S (15 desembre 2013). "Anti-adaptors provide multiple modes for regulation of the RssB adaptor protein.". Genes & Development 27 (24): 2722–35. doi:10.1101/gad.229617.113. PMID 24352426.
- Zhang, A; Schu, DJ; Tjaden, BC; Storz, G; Gottesman, S (9 d'octubre 2013). "Mutations in interaction surfaces differentially impact E. coli Hfq association with small RNAs and their mRNA targets.". Journal of Molecular Biology 425 (19): 3678–97. doi:10.1016/j.jmb.2013.01.006. PMID 23318956.
- Soper, T; Mandin, P; Majdalani, N; Gottesman, S; Woodson, SA (25 de maig 2010). "Positive regulation by small RNAs and the role of Hfq.". Proceedings of the National Academy of Sciences of the United States of America 107 (21): 9602–7. doi:10.1073/pnas.1004435107. PMID 20457943.
- Battesti, A; Majdalani, N; Gottesman, S (2011). "The RpoS-mediated general stress response in Escherichia coli.". Annual review of microbiology 65: 189–213. doi:10.1146/annurev-micro-090110-102946. PMID 21639793.
- De Lay, N; Gottesman, S (novembre de 2012). "A complex network of small non-coding RNAs regulate motility in Escherichia coli.". Molecular microbiology 86 (3): 524–38. doi:10.1111/j.1365-2958.2012.08209.x. PMID 22925049.